# Международная реакция на президентские выборы в России (2024)
Эта статья посвящена анализу международной реакции на президентские выборы, состоявшиеся в России в 2024 году. В ней рассматриваются мнения и заявления правительств из разных регионов мира, включая Африку, Азию, Европу, Америку и др.

## Африка

### Поздравления
Алжир: Глава алжирского государства Абдельмаджид Теббун 18 марта поздравил Владимира Путина с подтверждением его мандата на посту президента России на президентских выборах.
 Буркина-Фасо: В Буркина-Фасо глава хунты капитан Ибрагим Траоре также приветствовал переизбрание российского президента: "Я поздравляю президента Владимира Путина с его переизбранием в это воскресенье, 17 марта, во главе Российской Федерации. От себя лично и от имени народа Буркина-Фасо я желаю ему всяческих успехов. Пусть этот новый мандат будет способствовать укреплению и без того прекрасных отношений между нашими странами ради счастья отважных народов Буркина-Фасо и России. "
 Бурунди: После выборов председатель парламента Бурунди Гелас Даниэль Ндабирабе провел встречу с председателем Госдумы, Вячеславом Володиным. Позже Ндабирабе поздравил президента Путина в своем заявлении: «Мы убеждены, что это большое достижение, особенно в нынешних условиях: в нынешней ситуации в мире, вызванной западными странами, Соединёнными Штатами. Вы можете подумать, что ситуация сложная и неоднозначная, но вы этого добились, и мы снимаем шляпы, аплодируем: это действительно большое достижение».
 ЦАР: Центральноафриканская Республика поздравила Владимира Путина.
 Чад: Махамат Деби Итно, возглавляющий Переходный военный совет Чада, опубликовал в своем аккаунте в Facebook пост, назвав результаты выборов «доказательством доверия российского народа» к переизбранному президенту Путину.
 Конго: Президент Дени Сассу-Нгессо выступил с заявлением, в котором говорится, господин Президент и уважаемый Владимир! Мне очень приятно узнать о Вашем блестящем переизбрании на высший пост Российской Федерации. Мне особенно приятно выразить Вам от имени конголезского народа мои самые теплые поздравления.
 ДРК: Феликс Чисекеди из Демократической Республики Конго назвал выборы «красноречивым свидетельством доверия российского народа к вам [Путину]».
 Египет: 19 марта Абдель Фаттах Ас-Сиси поздравил Владимира Путина с победой на выборах. Ас-Сиси заявил, что результат «отражает доверие российского народа», пожелав своему коллеге успехов, а также прогресса и процветания населения страны. Он также подчеркнул непоколебимую приверженность обеих стран укреплению своих отношений, чтобы лучше служить общим интересам их народов с точки зрения развития и процветания, а также способствовать координации и консультациям по вопросам, представляющим взаимный интерес.
 Эритрея: Президент Эритреи Исайяс Афеворки направил поздравительное послание президенту Путину. «Его переизбрание на пятый срок является убедительным свидетельством прогресса, достигнутого Российской Федерацией под его руководством», — заявил Афеворки в своей записке.
 Ливия: Президентский совет Ливии через своего президента Мохамеда Менфи поздравил Путина с победой на выборах, сообщает российское посольство в Триполи. В дипведомстве добавили, что Менфи в своем поздравлении отметил особый дружественный характер российско-ливийских отношений.
 Мали: Временный президент Мали Ассими Гойта написал в Твиттере (X), что поздравил Владимира Путина с победой на президентских выборах.
 Марокко: Мохамед VI, король Марокко, направил поздравительное послание, в котором похвалил Путина за то, что он заслужил возобновленное доверие российского народа, и выразил искренние пожелания успехов в продвижении своей страны по пути дальнейшего развития. «По случаю возобновления доверия российского народа к Вашему президентству я выражаю Вам свои искренние поздравления и наилучшие пожелания дальнейших успехов в руководстве Российской Федерации по пути к большему прогрессу и процветанию», — говорится в королевском послании. Король также подтвердил твердую приверженность Марокко развитию прочных уз дружбы и сотрудничества между Рабатом и Москвой. Охарактеризовав марокко-российские отношения как стратегические, многоплановые и взаимовыгодные, королевское послание подчеркнуло важность углубления двусторонних связей и продвижения инициатив, которые способствуют благополучию и прогрессу марокканских и российских граждан. Он подчеркнул необходимость работать для достижения общих целей и решения глобальных проблем.
 Нигер: Правящая военная хунта, называемая Национальным советом защиты отечества, через своего президента Абдурахамана Чиани поздравила Путина с победой. Чиани подтвердил, что его страна может рассчитывать на «личное обязательство» российского президента помочь Нигеру «восстановить свой суверенитет».
 САДР: Президент Брахим Гали передал своему российскому коллеге от имени народа и правительства Сахарской Республики, а также руководства Фронта ПОЛИСАРИО свои самые теплые поздравления и искренние пожелания, пожелав ему и дружественному российскому народу дальнейшего прогресса и процветания.
 ЮАР: Президент Сирил Рамафоса поздравил Президента Российской Федерации Владимира Путина с переизбранием на должность Президента Российской Федерации.
 Танзания: Президент Танзании в Твиттере написал: «От имени правительства и народа Объединенной Республики Танзания я сердечно поздравляю Его Превосходительство президента Владимира Путина с переизбранием на пост президента Российской Федерации».
 Зимбабве: «Поздравляю моего самого дорогого друга, президента России, с победой на выборах. От всего зимбабвийского народа выражаю искреннюю благодарность России за столь своевременную помощь. Это еще одно доказательство наших прекрасных отношений. Российское правительство тоже как народ, протянули нам руку помощи в трудное для нашей страны время», — заявил президент Зимбабве Эммерсон Мнангагва, выступая на торжественной церемонии передачи Зимбабве гуманитарных поставок зерна и удобрений, передает корреспондент ТАСС.

### Осуждение
Либерия: подписала письмо в ООН, осуждающее выборы 2024 года.

## Азия

### Поздравления
Бахрейн: Салман бин Хамад бин Иса Аль Халифа, наследный принц и премьер-министр Бахрейна направили поздравительное послание президенту Путину по случаю его переизбрания, пожелав ему успехов в выполнении своих президентских обязанностей «руководить Россией и ее народом к большему прогрессу, развитию и процветанию».
 Бангладеш: Премьер-министр Шейх Хасина передала искренние поздравления Владимиру Путину с переизбранием на пост президента России.
 Камбоджа: 19 марта Хун Сен, бывший премьер-министр Камбоджи и лидер правящей Народной партии Камбоджи, написал поздравительное послание переизбранному российскому лидеру. «Хочу передать Вам искренние поздравления с переизбранием на пост Президента Российской Федерации на пятый срок. "Камбоджа высоко ценит и глубоко ценит свои традиционные и дружественные связи с Российской Федерацией, установленные под эгидой взаимного уважения и понимания, общих ценностей и общих интересов", - говорится в ноте, добавляя, что "на протяжении почти семи десятилетий" обе страны «они наслаждались славой взаимного политического доверия, которое было основой, поддерживающей поведение их государств, находящее глубокий отклик во всех сферах сотрудничества». В заключение он сказал: «В качестве президента Народной партии Камбоджи я хотел бы еще раз заявить о своей готовности тесно сотрудничать с вами и вашими коллегами, чтобы продолжать развивать отношения между нашими правящими партиями и нашими государственными институтами во взаимных интересах наших стран. нации и наш народ.
 Китай: «Его переизбрание полностью отражает поддержку российского народа», — заявил президент Китая Си Цзиньпин в послании Путину, сообщает государственная телекомпания CCTV. Си Цзиньпин придает большое значение развитию отношений с Москвой, добавляя, что "в последние годы российский народ объединился, преодолел трудности и добился прогресса на пути своего национального развития и возрождения". Со своей стороны, министерство иностранных дел Китая заявило, что оно убеждено, «что под стратегическим руководством председателя Си Цзиньпина и президента Путина отношения между Китаем и Россией будут продолжать развиваться»..
 Индия: Нарендра Моди, премьер-министр Индии, поздравил президента России Владимира Путина с переизбранием: «Мы рассчитываем на совместную работу по дальнейшему укреплению особого и привилегированного стратегического партнерства между Индией и Россией в ближайшие годы», — написал он. Моди в своем аккаунте X. Он также добавил: «Я с нетерпением жду совместной работы над продолжением укрепления уже консолидированного особого и привилегированного стратегического партнерства между Индией и Россией в ближайшие годы».
 Иран: Президент Ирана Ибрагим Раиси приветствовал победу Путина на президентских выборах посланием, опубликованным 18 марта, «искренне поздравляя Владимира Путина с его решительной победой и переизбранием на пост президента Российской Федерации». . Согласно заявлению иранского посольства в России, Раиси приветствовал «растущую тенденцию в отношениях» между Тегераном и Москвой и высказался за дальнейшее развитие этих связей.
 Казахстан: Президент Казахстана Касым-Жомарт Токаев поздравил Владимира Путина с победой, отметив национальную поддержку казахстанцами стратегического направления российского лидера. Собеседники обсудили ход двустороннего сотрудничества, которое постоянно развивается в духе стратегического партнерства. Главы государств договорились продолжить тесное сотрудничество.
 Кувейт: После официального агентства новостей Кувейта (KUNA) эмир Кувейта Мишааль аль-Ахмед аль-Джабер ас-Сабах отправил поздравительную телеграмму российскому лидеру, выразив надежду на то, что вы встретитесь с большим количеством связей между двумя странами .
 Кыргызстан: Президент Кыргызстана Садыр Жапаров 18 марта поговорил по телефону с Владимиром Путиным, поздравив его с победой на президентских выборах и заявив, что «это является ярким доказательством высокого признания и поддержки российского народа за политическую мудрость и самоотверженную работу Российского государства по укреплению государственной независимости, повышению благосостояния. Жапаров добавил, что "считает, что совместные усилия по дальнейшему укреплению союзнических и отношений стратегического партнерства между Кыргызстаном и Россией будут способствовать развитию всего комплекса межгосударственного взаимодействия по приоритетным направлениям". Лидеры обсудили текущие вопросы двустороннего и многостороннего сотрудничества Кыргызстана и России, взаимодействия стран в рамках интеграционных объединений, а также проходящей встречи к юбилею Евразийского экономического союза. состоится в Москве в мае 2024 года, в котором примет участие Президент Жапаров.
 Лаос: 18 марта президент Лаоса Тхонглун Сисулит направил поздравительное послание Путину по случаю его переизбрания. «Результаты выборов убедительно отражают уверенность российского народа в способностях и интеллекте своего руководства», — заявил Тонглун в своем послании. Президент Лаоса также выразил желание тесно сотрудничать с президентом Путиным для дальнейшего укрепления дружественных отношений и хорошего сотрудничества между Россией и его страной: «Дружественные отношения и хорошее сотрудничество основаны на стратегическом партнерстве, взаимопонимании, доверии и помощи между обеими странами для на благо обоих народов", - добавил он.
 Мьянма: Премьер-министр Мьянмы Мин Аун Хлайн выразил полную поддержку внешней политики России и Президента Российской Федерации. Премьер-министр считает, что победа Путина говорит о народной поддержке россиян.
 Северная Корея: Лидер Северной Кореи Ким Чен Ын поздравил президента России Владимира Путина с переизбранием и заявил, что Пхеньян будет работать с ним над дальнейшим развитием двусторонних отношений. «Я твердо объединю с вами свои усилия, чтобы соответствовать требованиям времени, обеспечить новый поворотный момент в дружбе между Россией и КНДР (Северной Кореей), имеющей давние исторические корни и традиции, и двигаться вперед к построению прочной нации». ЦТАК сообщило о поздравительных комментариях Кима, отправленных Путину.
 Оман: Султан Омана Хайсам бин Тарик Аль Саид последовал его примеру и пожелал Путину успехов в исполнении своих президентских обязанностей, сообщило официальное информационное агентство Омана. Он также выразил надежду на дальнейшее развитие существующих отношений между двумя странами.
 Пакистан: Премьер-министр Пакистана Шехбаз Шариф заявил на X: «Я поздравляю Его Превосходительство Владимира Путина, президента Российской Федерации, с его переизбранием и рассчитываю на сотрудничество с ним для дальнейшего укрепления пакистано-российских отношений».
 Палестина: Президент Палестинской автономии Махмуд Аббас поздравил Путина с переизбранием. Хания заявил, что Хамас рассчитывает на «укрепление уз дружбы и развитие сотрудничества» с Россией. Он пожелал Путину «успешной работы в интересах народа России и успехов в построении многополярного мира».
 Катар: Со своей стороны, официальные лица Катара пожелали Путину успехов на посту президента. Эмир Катара шейх Тамим бен Хамад Аль Тани поздравил Путина и выразил надежду, что отношения между двумя странами будут укрепляться. По сообщению официального информационного агентства Катара, вице-эмир страны Персидского залива Абдулла бен Хамад бин Халифа Аль Тани также направил свои поздравления.
 Саудовская Аравия: Король Саудовской Аравии Салман бен Абдель Азиз Аль Сауд поздравил Путина с переизбранием на новый президентский срок. В телеграмме, опубликованной официальным Саудовским агентством печати (SPA), саудовский монарх «также высоко оценил выдающиеся отношения между двумя странами и дружественными народами, которые все они стремятся укреплять и развивать во всех областях».
 Сирия: Президент Сирии Башар Асад также поздравил Путина, своего главного союзника, с победой на президентских выборах. «Поздравляю вас с победой и переизбранием на пост Президента Российской Федерации подавляющим большинством голосов, что подтверждает большое доверие российского народа к вам, вашей национальной политике и вашим стратегическим взглядам, вытекающим из интересов [России] народ] и «Они основаны на том великом положении, которое Россия уже давно занимает в мире благодаря своей долгой истории и цивилизации», — сказал Асад в своей поздравительной телеграмме, переданной официальным информационным агентством SANA. Кроме того, он выразил надежду, что в двусторонних отношениях в будущем будет наблюдаться больший прогресс.
 Таджикистан: Президент Таджикистана Эмомали Рахмон направил Путину поздравительную телеграмму, заявив, что результаты выборов стали «еще одним ярким подтверждением высокого политического авторитета и широкой поддержки российским обществом государственной политики, направленной на обеспечение устойчивого развития». социально-экономическое развитие страны и укрепление ее международных позиций».
 Турция: Президент Турции Реджеп Тайип Эрдоган также поздравил Путина с победой на выборах, сообщило в понедельник руководство Турции, добавив, что Анкара готова сыграть посредническую роль между Украиной и Россией.
 Туркменистан: Президент Туркменистана Сердар Бердымухамедов поздравил по телефону президента России Владимира Путина с переизбранием на высший пост в правительстве Российской Федерации, сообщает Государственное информационное агентство Туркменистана. «Ваше переизбрание на эту высшую должность является показателем оказанное Вам большого доверия и признания Ваших заслуг перед страной», - сказал глава туркменского государства, также поздравив своего коллегу от имени общенационального лидера. туркменского народа, Председатель Халк Маслахаты Туркменистана Гурбангулы Бердымухамедов.
 Объединенные Арабские Эмираты: Президент Объединенных Арабских Эмиратов шейх Мохамед бен Заид Аль Нахайян поздравил Путина.
 Узбекистан: Шавкат Мирзиёев, президент Узбекистана, поздравил Путина с «убедительной победой». По словам пресс-секретаря президента Узбекистана Шерзода Асадова, в послании Мирзиёева отмечена высокая явка избирателей и результаты выборов, которые продемонстрировали непоколебимое доверие и поддержку населения путинскому политическому курсу и программе социально-экономических реформ.
 Вьетнам: Генеральный секретарь Коммунистической партии Вьетнама Нгуен Фу Чонг от имени партии и государства Вьетнам направил 18 марта поздравительное письмо Владимиру Путину по случаю его переизбрания на пост Президента России.
 Йемен: Председатель Верховного политического совета (правительства, поддерживающего Хуситов) Махди Аль-Машат направил поздравительную телеграмму Его Превосходительству Президенту Российской Федерации Владимиру Путину по случаю его победы на президентских выборах, в которой он заявил: "Я рад передать Вашему Превосходительству мои самые теплые поздравления в связи с заслуженным доверием российского народа и с Вашей победой на президентских выборах, прошедших недавно в конкурентной и свободной атмосфере. Его Победа на президентских выборах считается поражением США и Запада и является показателем провала всех усилий США и Запада по запутыванию внутрироссийской ситуации. "Это воля и решение российского народа. Мы в Йеменской Республике надеемся на укрепление выдающихся отношений между нашими двумя дружественными странами, желаем вам успехов в ваших будущих начинаниях, дальнейшего развития и роста вашей дружественной страны".

### Нейтральный
Республика Корея: воздержалась от комментариев по поводу выборов и заявила, что «будет учитывать «уместность» возможной поздравительной телеграммы Путину».

### Осуждение
Израиль: подписал письмо в ООН, осуждающее выборы 2024 года.
 Япония: подписала письмо в ООН, осуждающее выборы 2024 года.

## Европа

### Поздравления
Абхазия: Президент Аслан Бжания поздравил Путина.
 Армения: Премьер-министр Армении Никол Пашинян направил поздравительное послание Владимиру Путину по случаю его переизбрания на пост президента России.
 Азербайджан: Президент Ильхам Алиев поздравил Владимира Путина с победой на президентских выборах и пожелал ему успехов в его президентских усилиях по развитию и процветанию страны.
 Беларусь: Александр Лукашенко, президент Беларуси выступил с заявлением, в котором сообщил, что разговаривал по телефону с Владимиром Путиным: «Я только что разговаривал с Президентом России и поздравил его с результатами выборы президента РФ. Лукашенко также отметил высокую явку на российских выборах. «Такого участия в Российской Федерации еще никогда не было. Поэтому при высоком участии эти результаты в какой-то степени даже неожиданны. «Это была моя позиция, и я ее так выразил», — сказал он.
 Босния и Герцеговина: Президент Республики Сербской Милорад Додик направил поздравление Путину.
 Венгрия: Виктор Орбан поздравил Путина с «официальной победой на выборах».
 Сербия: Президент Сербии Александар Вучич поздравил посла России Александра Бокан-Харченко Владимиру Путину с победой на президентских выборах в России.
 Южная Осетия: Президент Алан Гаглоев поздравил Путина.

### Осуждение
Албания: подписала письмо в ООН, осуждающее выборы 2024 года.
 Андорра: подписала письмо в ООН, осуждающее выборы 2024 года.
 Австрия: подписала письмо в ООН, осуждающее выборы 2024 года.
 Бельгия: подписала письмо в ООН, осуждающее выборы 2024 года.
 Босния и Герцеговина: подписала письмо в ООН, осуждающее выборы 2024 года.
 Болгария: подписала письмо в ООН, осуждающее выборы 2024 года.
 Хорватия: подписала письмо в ООН, осуждающее выборы 2024 года.
 Кипр: подписал письмо в ООН, осуждающее выборы 2024 года.
 Чехия: Министр иностранных дел Чехии Ян Липавский назвал голосование «фарсом».
 Дания: подписала письмо в ООН, осуждающее выборы 2024 года.
 Эстония: Министр иностранных дел Эстонии Маргус Цахкна заявил, что «выборы» президента России нелегитимны.
 Финляндия: подписала письмо в ООН, осуждающее выборы 2024 года.
 Франция: Министерство иностранных дел Франции заявило, что условия для свободных выборов не были выполнены, сославшись на «растущие репрессии против гражданского общества и все формы оппозиции режиму». Он приветствовал «мужество» россиян, которые выступили против условий выборов.
 Грузия: подписала письмо в ООН, осуждающее выборы 2024 года.
 Германия: Министр иностранных дел Германии Анналена Бербок заявила, что «неизбранное» голосование продемонстрировало «зверское поведение Путина по отношению к собственному народу».
 Греция: подписала письмо в ООН, осуждающее выборы 2024 года.
 Исландия: подписала письмо в ООН, осуждающее выборы 2024 года.
 Ирландия: подписала письмо в ООН, осуждающее выборы 2024 года.
 Италия: Министр иностранных дел Италии Антонио Таяни осудил голосование как «ни свободное, ни справедливое».
 Латвия: Так называемые президентские «выборы», состоявшиеся в России, не были ни свободными, ни справедливыми, поэтому Латвия считает «выборы» российского президента 2024 года лишенными какой-либо демократической легитимности, заявили в МИД Латвии.
 Лихтенштейн: подписал письмо в ООН, осуждающее выборы 2024 года.
 Литва: Министр иностранных дел Литвы Габриэлюс Ландсбергис также осудил «фиктивные» президентские выборы в России, назвав их «трагическим фарсом».
 Люксембург: подписал письмо в ООН, осуждающее выборы 2024 года.
 Мальта: подписала письмо в ООН, осуждающее выборы 2024 года.
 Молдова: Президент Молдовы Майя Санду заявила: «Мы не можем говорить о свободных и честных выборах, когда реальные оппоненты исключены из гонки».
 Монако: подписало письмо в ООН, осуждающее выборы 2024 года.
 Черногория: подписала письмо в ООН, осуждающее выборы 2024 года.
 Нидерланды: подписали письмо в ООН, осуждающее выборы 2024 года.
 Северная Македония: подписала письмо в ООН, осуждающее выборы 2024 года.
 Норвегия: Норвегия, которая граничит с Россией, заявила, что тот факт, что Кремль организовал выборы в частях Украины, "незаконно оккупированных" Москвой, является "серьезным нарушением международного права".
 Польша: подписала письмо в ООН, осуждающее выборы 2024 года.
 Португалия: подписала письмо в ООН, осуждающее выборы 2024 года.
 Румыния: подписала письмо в ООН, осуждающее выборы 2024 года.
 Сан-Марино: подписало письмо в ООН, осуждающее выборы 2024 года.
 Словения: подписала письмо в ООН, осуждающее выборы 2024 года.
 Испания: подписала письмо в ООН, осуждающее выборы 2024 года.
 Швейцария: подписала письмо в ООН, осуждающее выборы 2024 года.
 Швеция: подписала письмо в ООН, осуждающее выборы 2024 года.
 Украина: Президент Украины Владимир Зеленский назвал выборы нелегитимными. "Все понимают, что этот человек, как и многие другие на протяжении всей истории, заболел властью и не остановится ни перед чем, чтобы править вечно, - сказал он. - Нет ничего плохого, чего бы он не сделал, чтобы сохранить свою личную власть".
 Великобритания: Министр иностранных дел Великобритании Дэвид Кэмерон заявил, что проведение выборов на оккупированной территории Украины «незаконно». По его словам, выборы "ярко подчеркивают глубину репрессий режима президента Путина, который стремится заставить замолчать любую оппозицию его незаконной войне".

## Северная Америка

### Поздравления
Куба: Президент Кубы Мигель Диас-Канель выразил поздравление своему российскому коллеге в своем аккаунте X: «Наши искренние поздравления с переизбранием президента Владимира Путина. «Он представляет собой надежный пример признания русского народа своим руководством». Диас-Канель подтвердил, что они будут продолжать «укреплять связи между Кубой и Россией в секторах, отвечающих за благополучие нашего народа».
 Гондурас: Президент Гондураса Ксиомара Кастро поздравил Владимира Путина с победой на президентских выборах: «В качестве президента Гондураса и временного президента Сообщества государств Латинской Америки и Карибского бассейна я посылаю послание «Поздравляем президента Владимира Путина с убедительной победой на российских выборах», — написал он в своем аккаунте X.
 Никарагуа: Президент Никарагуа Дэниел Ортега поздравил действующего президента России Владимира Путина с победой на президентских выборах 2024 года.

### Осуждение
Канада: Министр иностранных дел Канады Мелани Джоли назвала избирательный процесс «несовершенным» и «недемократическим процессом». "Хотя он и празднует это сегодня, история плохо осудит Путина за его авторитаризм, войну и незаконную попытку аннексировать территорию соседней страны", - добавил он.
 Коста-Рика: Коста-Рика подписал письмо в ООН, осуждающее выборы 2024 года.
 США: Госдепартамент США заявил, что «президентские выборы» в России не соответствуют демократическим стандартам и что победа Путина была предопределена, одновременно пообещав поддержку российским добровольцам, стремящимся к «лучшему будущему» для своей страны.

## Океания

### Осуждение
Австралия: подписала письмо в ООН, осуждающее выборы 2024 года.
 Маршалловы Острова: подписали письмо в ООН, осуждающее выборы 2024 года.
 Новая Зеландия: подписала письмо в ООН, осуждающее выборы 2024 года.
 Палау: подписала письмо в ООН, осуждающее выборы 2024 года.

## Южная Америка

### Поздравления
Боливия:  Президент Боливии Луис Арсе поздравил Владимира Путина с переизбранием и подтвердил уверенность в углублении двусторонних отношений: «От Многонационального Государства Боливия мы посылаем самые искренние поздравления другу Владимиру Путину, который был переизбран президентом России с громкой победой, которая подтверждает единство храброго российского народа вокруг его суверенитета и постоянного развития», — написал Арсе в своем аккаунте X.
 Бразилия: Президент Луис Инасиу Лула да Силва (ПТ) направил Владимиру Путину письмо, в котором поздравил президента России с победой на выборах.
 Венесуэла: Президент Венесуэлы Николас Мадуро разместил поздравительное послание в социальной сети X, в котором говорится: «Мы поддерживаем весь российский народ и партию «Единая Россия».

### Осуждение
Аргентина: подписала письмо Организации Объединенных Наций, осуждающее выборы 2024 года.
 Чили: подписала письмо Организации Объединенных Наций, осуждающее выборы 2024 года.
 Парагвай: подписал письмо Организации Объединенных Наций, осуждающее выборы 2024 года.
 Уругвай: подписал письмо в ООН, осуждающее выборы 2024 года.

## Список стран, поздравивших Путина с победой на выборах
1. Азербайджан
2. Алжир
3. Армения
4. Бангладеш
5. Бахрейн
6. Беларусь
7. Боливия
8. Бразилия
9. Бурунди
10. Буркина-Фасо
11. Венгрия
12. Венесуэла
13. Вьетнам
14. Демократическая Республика Конго
15. Египет
16. Иран
17. Казахстан
18. Камбоджа
19. Китай
20. КНДР
21. Куба
22. Кувейт
23. Кыргызстан
24. Лаос
25. Ливия
26. Мали
27. Марокко
28. Мьянма
29. Никарагуа
30. Нигер
31. Индия
32. ОАЭ
33. Оман
34. Республика Конго
35. Катар
36. Пакистан
37. Палестина
38. Саудовская Аравия
39. Сербия
40. Сирия
41. Таджикистан
42. Танзания
43. Туркменистан
44. Турция
45. Узбекистан
46. ЦАР
47. Чад
48. Эритрея
49. Зимбабве
50. Гондурас
51. Йемен
52. ЮАР

Другие:
1. Республика Абхазия
2. Республика Сербская
3. Южная Осетия
4. Приднестровье